# 왈레이시아

왈레이시아 영역이 빨강으로 칠해져 있다. 파랑 선은 왈레이시아를 두 편으로 가르는 웨버 선으로 웨버 선 서쪽은 아시아, 동쪽은 오세아니아에 속하는 대륙의 경계이다.

왈레이시아(/wɒˈleɪsiə/)는 아시아와 오스트레일리아의 대륙붕을 심해 해협으로 가르는 인도네시아의 여러 섬이 포함된 생물지리학적인 영역이다. 왈레이시아에 속하는 섬으로는 가장 큰 섬인 술라웨시섬부터 해서 롬복섬, 숨바와섬, 플로레스섬, 숨바섬, 티모르섬, 할마헤라섬, 부루섬, 스람섬 외 여타 수많은 작은 섬이 있다. 왈레이시아를 사이에 두고 서쪽에는 말레이반도, 수마트라섬, 보르네오섬, 자와섬, 발리섬 등이 있는 순다 육붕이 있으며 동쪽과 남쪽에는 오스트레일리아와 뉴기니섬 등이 있는 사훌 육붕이 있다. 왈레이시아의 총 면적은 347,000 km2에 달한다.

## 지리

순다와 사훌 육붕의 위치를 그린 지도. 왈레이시아는 두 육붕 사이의 지역이다.

왈레이시아는 순다와 사훌 육붕 사이에 있는 여러 섬을 이르는 말이지만 필리핀은 제외한다. 왈레이시아와 사훌 육붕을 구분하는 왈레이시아 동쪽 경계는 리데커선이라고 부르는 동물지리학적 경계선이며 왈레이시아와 순다 육붕을 구분하는 왈레이시아 서쪽 경계는 월리스선이다.
웨버선은 왈레이시아의 중간을 가르는 선으로 아시아와 오세아니아의 동식물이 거의 비슷하게 나타나는 중간선이다. 이 선은 인도네시아 군도를 가르는 가장 깊은 해협을 따라간다.
월리스선은 웨일스의 자연학자 앨프리드 러셀 월리스의 이름을 딴 선으로, 월리스는 양쪽 섬의 포유류와 조류의 종 차이를 기록했다. 선 서쪽의 수마트라섬, 자와섬, 발리섬, 보르네오섬 등의 순다랜드에서는 호랑이, 코뿔소, 유인원 등 동아시아의 포유류와 유사한 포유류군이 서식하는 반면 롬복섬부터 해서 선 동쪽의 섬들에서는 대부분은 오스트레일리아에서 서식하는 유대류와 조류가 대부분이었다. 술라웨시섬에서는 두 종류 모두가 서식했다.
빙하기 때는 해수면이 현재보다 훨씬 낮아서 순다랜드와 아시아 사이를 잇는 순다 육붕이 뭍으로 드러났고 아시아의 육상 생물이 순다랜드 지역 섬에 서식할 수 있었다. 마찬가지로 동쪽의 오스트레일리아와 뉴기니를 비롯한 지역은 얕은 대륙붕으로 이어져 있어 사훌 육붕이라 부르는 일종의 하나의 대륙으로 섬이 전부 이어져 있었다. 따라서 오스트레일리아, 뉴기니섬, 아루 제도와 같은 곳은 같은 동물상을 공유한다.